# Darian North
Darian North is een Amerikaans schrijver en dichter. Hij is geboren in Californië en leeft op het moment in New York.